# Georges Panchard
Œuvres principales
- Forteresse

Georges Panchard, né le 4 septembre 1955 à Fribourg, est un écrivain suisse de science-fiction.

## Biographie
Ancien juriste à l'Office fédéral de l'aviation civile, il se fait remarquer à partir de 1981 grâce à la publication d’une petite dizaine de nouvelles, avant de faire paraître son premier roman Forteresse en 2005,.

## Œuvres

### Romans
- Forteresse, Robert Laffont, Ailleurs et Demain no 195, 2005[1]
- Heptagone, Robert Laffont, Ailleurs et Demain no 232, 2012

### Nouvelles
- Histoire d'amour avec drame, nouvelle (mars 1983), rééd. dans l'anthologie La Frontière éclatée (1989)
- Stellarum nox in anthologie Les Horizons divergents.